# Gruppo Aerosiluranti "Buscaglia-Faggioni"
Il Gruppo Aerosiluranti "Buscaglia-Faggioni" fu un reparto aereo dell'Aeronautica Nazionale Repubblicana (l'aeronautica della Repubblica Sociale Italiana ricostituitasi dopo l'armistizio di Cassibile) nato nell'ottobre 1943. Il suo fondatore, capitano Carlo Faggioni o Carlo Faggioni-Auditore (cognome aggiunto per la madre), lo nominò inizialmente Gruppo Aerosiluranti "Buscaglia" in memoria dell'omonimo pilota creduto morto un anno prima in un raid in territorio nemico, in realtà preso prigioniero dagli Alleati. Il reparto prese la sua ultima denominazione dopo la morte di Faggioni, avvenuta nell'aprile 1944 durante un'incursione volta a contrastare lo sbarco di Anzio degli Alleati.
Equipaggiato con aerosiluranti Savoia-Marchetti S.M.79, il gruppo prese parte alla campagna d'Italia e in particolare contrastò lo sbarco di Anzio.

## Storia

### Le origini
Dopo la sua costituzione avvenuta nell'ottobre 1943, l'Aeronautica Repubblicana della Repubblica Sociale Italiana (RSI) cominciò ad ordinare l'istituzione dei reparti per iniziare l'attività operativa. Contemporaneamente al 1º Gruppo caccia "Asso di bastoni" e ad altri reparti minori, il capitano Carlo Faggioni costituì ufficialmente la prima unità di aerosiluranti dell'Aeronautica Repubblicana il 14 ottobre 1943 nel campo di Gorizia mentre nel frattempo a Lonate Pozzolo fu istituito un campo addestramento. Faggioni intitolò l'unità Gruppo Autonomo Aerosiluranti "Buscaglia" in memoria della medaglia d'oro al valor militare Carlo Emanuele Buscaglia, pilota della specialità aerosiluranti creduto morto un anno prima in un raid su Bugia (Tunisia) : in realtà lo stesso era stato abbattuto e dopo essere stato prigioniero degli Alleati era poi rientrato nel 1944 in servizio nella Regia Aeronautica inquadrato nello "Stormo Baltimore". Presto vennero radunati prima quattro, poi otto Savoia-Marchetti S.M.79 "Sparviero" presso l'aeroporto di Venegono, restituito dai tedeschi agli italiani l'8 novembre.
Faggioni, che alla proclamazione dell'armistizio era a capo della 278ª Squadriglia aerosiluranti, raggiunse con i suoi colleghi l'aeroporto di Siena-Ampugnano da dove era previsto decollare poi alla volta della Sardegna in ottemperanza alle condizioni armistiziali. Tuttavia, a causa della presenza di aerei da caccia tedeschi Messerschmitt Bf 109, della contraerea in un campo sardo e della pista ingombra in un altro aeroporto dell'isola, Faggioni ed i suoi tornarono in Toscana aderendo in seguito all'ANR.

### Lo sbarco di Anzio

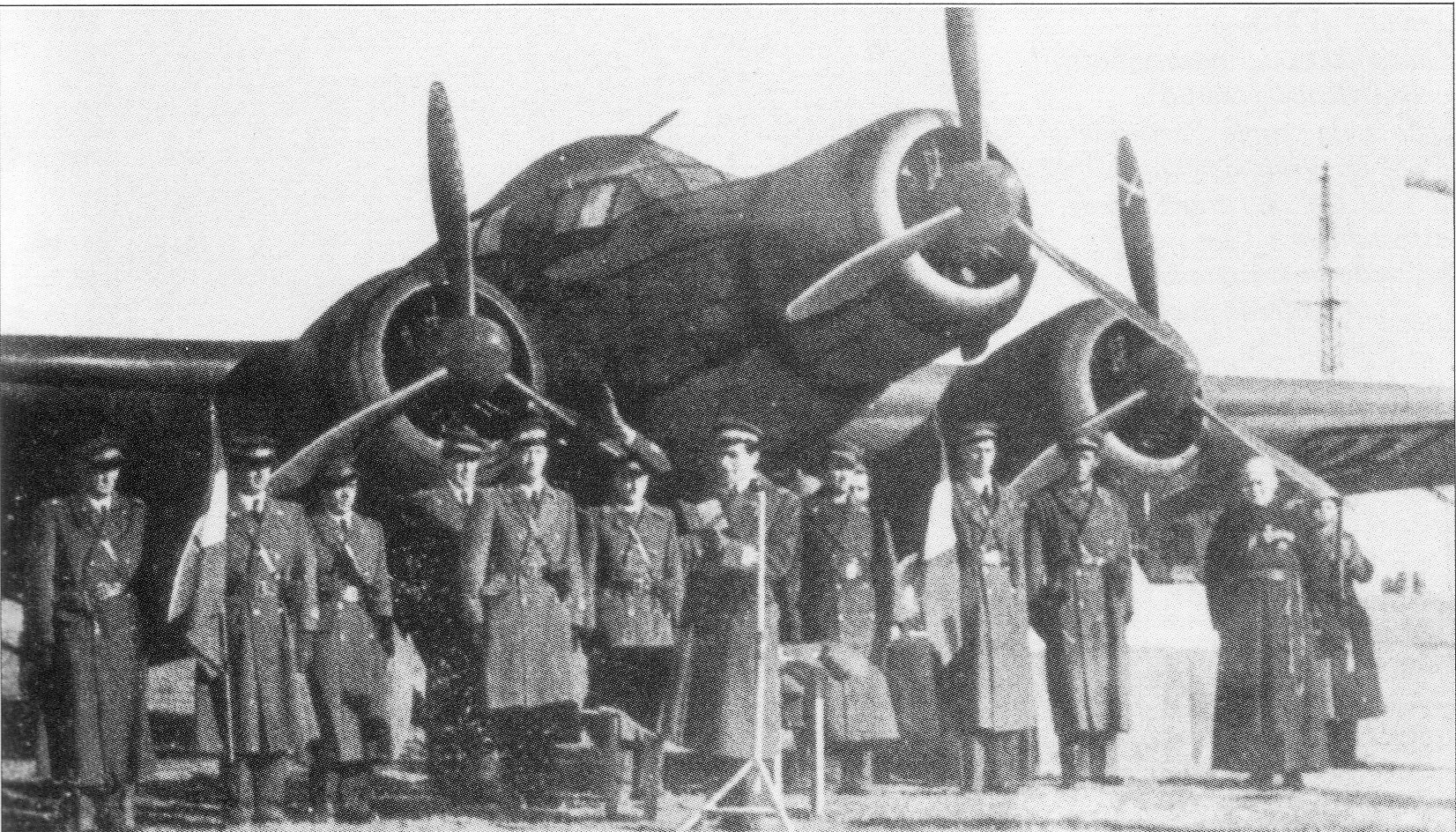
Cerimonia di giuramento di Carlo Faggioni. Sullo sfondo un Savoia-Marchetti S.M.79 Sparviero

Il 10 marzo 1944 gli aerosiluranti di Faggioni effettuarono la loro prima azione bellica al largo di Nettuno, per contrastare le operazioni dello sbarco di Anzio. Sei aerosiluranti si alzarono in volo dall'aeroporto di Perugia col favore della notte, per non farsi individuare dall'onnipresente caccia nemica, arrivando sopra l'obiettivo verso le 22:40 accolti dalla contraerea. Un S.M.79 rinunciò all'attacco a causa di un guasto al riduttore di un'elica, mentre un altro non attaccò a causa della scarsa visibilità; quattro aerei sganciarono però i loro siluri e affondarono il citato piroscafo. O meglio questo è quanto riportato da diverse fonti, fino agli anni 1990, un ricontrollo incrociato delle fonti dirette alleate, eseguito da Alberto Santoni e Francesco Mattesini, dimostra come quella missione fu particolarmente sfortunata, con nessun siluro a segno. Nel viaggio di ritorno un aerosilurante venne abbattuto dai caccia notturni britannici, mentre gli altri cinque, dopo uno scalo a Perugia, fecero ritorno a Gorizia. Nella notte tra il 13 e il 14 marzo fu effettuato un nuovo attacco con sette aerosiluranti. Due aerosiluranti nel corso delle due azioni furono abbattuti (tenenti Giovanni Teta e Giuseppe Balzarotti). Stando ad un'altra fonte, all'attacco del 13-14 marzo parteciparono solo cinque Sparviero (un sesto venne abbattuto, mentre prima dell'avvio dell'operazione da Perugia si stava dirigendo a Gorizia, per sostituire un siluro difettoso). Oltretutto, non vengono menzionate perdite se non per il marconista Renzo Signorini (in particolare, la morte del tenente Giovanni Teta viene fatta risalire all'attacco del 10 marzo).
Il comando alleato preoccupato per l'incursione degli aerosiluranti dispose il bombardamento a tappeto del campo di Gorizia da cui erano partiti. Il gruppo "Buscaglia" fu costretto a trasferirsi nel Campo della Promessa di Lonate Pozzolo, da dove dodici S.M.79 si alzarono per Perugia il 6 aprile 1944. Durante il tragitto un velivolo tornò indietro per un guasto, ma quattro Sparvieri, appesantiti dai siluri, vennero abbattuti dai Republic P-47 Thunderbolt del 57th Fighter Group statunitense (due altri aerei italiani venne pesantemente danneggiati) che sorpresero i velivoli italiani in modo del tutto casuale. Gli S.79 superstiti si sparpagliarono e atterrarono ad Arezzo, Perugia o Modena.  La grave perdita di uomini (ventisette Caduti) e materiali fece pensare ad una fuga di informazioni verso il nemico,  ma in realtà i comandi Alleati conoscevano già i dettagli dell'operazione grazie all'intercettazione di un messaggio radio proveniente dal comando della Luftflotte 2 (l'unità della Luftwaffe stanziata in Italia) e decrittato con il sistema Ultra. La missione fu sospesa e ripetuta contro le navi all'ancora davanti San Felice Circeo il 10 aprile da quattro velivoli ancora in condizione di volare. Da questa nuova azione riuscì a tornare alla base solo il velivolo guidato dal capitano Irnerio Bertuzzi, mentre gli altri, tra cui quello pilotato dal comandante Faggioni, furono abbattuti; uno cadde per il maltempo a Medesano e sopravvisse solo il copilota Jasinski, lanciatosi col paracadute. Il tenente Ottone Sponza dopo un fortunoso ammaraggio fu tratto in salvo insieme al resto dell'equipaggio da un mezzo da sbarco statunitense, per poi essere internato nel campo di concentramento di Hereford. 
Dopo poche azioni, il Gruppo "Buscaglia" aveva perso il comandante e gran parte dei suoi velivoli e piloti. A Faggioni subentrò il capitano Marino Marini.

### L'azione su Gibilterra
Il 1º giugno una squadriglia di 10 velivoli Savoia-Marchetti S.M.79, guidata dal comandante Marini, partì per una nuova missione contro la piazzaforte britannica di Gibilterra. Il 3 giugno gli aerosiluranti si trasferirono a Istres, in Francia, e, il 5 giugno, la squadriglia, composta da dieci aerosiluranti, arrivò sull'obiettivo. La squadriglia effettuò un attacco contro le navi alla fonda nel porto di Gibilterra, l'esito dell'azione è controverso, l'ANR dichiarò che l'azione aveva portato all'affondamento di quattro navi e al danneggiamento di altre due, mentre gli inglesi sostengono che grazie alle reti parasiluri, nessuna imbarcazione è affondata e solamente due hanno subito dei danni. La squadriglia rientrò alla base senza aver subito perdite, ma lungo il percorso tre velivoli, per mancanza di carburante, effettuarono una scalo supplementare in Spagna e altri due a Perpignano. L'azione ebbe vasta eco e tutti i partecipanti all'impresa furono decorati con la medaglia d'argento.

### Gli ultimi combattimenti
Il 6 luglio invece, un attacco contro il porto di Bari fallì a causa del forte fuoco di contraerea, soltanto Perina riuscì a lanciare un siluro contro un cacciatorpediniere, nelle acque antistanti. Trasferito nell'estate del 1944 ad Atene , il gruppo colse finalmente un successo, a fine luglio , ovvero il siluramento di un piroscafo inglese al largo di Bengasi che però, pur gravemente danneggiato, non affondò. Nell'agosto si venne a sapere della morte di Buscaglia all'aeroporto di Napoli così il gruppo cambiò denominazione e fu intitolato a “Carlo Faggioni”. Il 25 dicembre 1944 e il 5 gennaio 1945 avvennero le ultime azioni belliche degli Sparvieri del Gruppo .

### Risultati reali
In passato, si è scritto che i trimotori S.79 Bis della A.N.R. avrebbero conseguito nel corso del 1944 tutta una serie di successi ma come il noto autore Giancarlo Garello riporta sul Dossier n. 21 di Storia Miliare ("Storia Militare Dossier - L’Aeronautica Nazionale Repubblicana Parte 2°"  ) , dal confronto con la documentazione alleata emerge che i risultati operativi effettivamente conseguiti furono drammaticamente esigui a fronte di un congruo sacrificio di uomini e di velivoli...Al di là del riscontro con la documentazione avversaria, sarebbe stato sufficiente considerare che già nel 1940 l‘uso come aerosilurante dell’S.79, nato come aereo civile da trasporto veloce passeggeri e modificato poi bombardiere, era un mero ripiego estemporaneo in assenza di valide alternative; anche negli anni di guerra successivi, l’artigianato aeronautico italiano non fu in grado di fornire alla R.A. un aerosilurante degno di questo nome (vedi il fallimentare S.84 e i controversi Ca.313 e Ca.314 questi ultimi solo sperimentati anche come aerosiluranti), e che quindi l’S.79, sia pure nella versione bis (dotazione principale del “Buscaglia/Faggioni”), nel 1944 era oramai un aereo anacronistico a dir poco…L’utilizzazione di questi trimotori da parte del Gruppo Aerosiluranti della A.N.R fu quindi per lo più notturna nella speranza di sfuggire al predominio aereo alleato ma gli anglo-americani avevano radiolocalizzatori che oltre ad individuare gli incursori nemici, vettoravano contro di loro i temibilissimi bimotori Bristol Beaufigther…Dopo un controllo incrociato delle fonti alleate, tedesche e italiane, si evince quindi che il Gruppo Aerosiluranti ottenne l’unico successo della sua esistenza durante il ciclo di missioni partendo da Atene e durato fino ad agosto 1944 , ovvero un siluramento di un piroscafo inglese che però, pur gravemente danneggiato, non affondò. Il gruppo che continuò ad usare per tutta la guerra un aereo decisamente superato contro una contraerea sempre più efficiente ed una caccia in nettissima superiorità numerica, patì 15 abbattimenti, oltre a 8 velivoli distrutti al suolo e 4 precipitati per incidenti di volo.

### La fine della guerra
Dopo l'ultima missione del 5.1.1945 il personale del gruppo venne così destinato ad altri reparti o addirittura alla costituzione di un battaglione anti paracadutisti. Il 14 marzo 1945 i tenenti Roberto Salvi e Piero Leonardi e altri due avieri furono assassinati alle spalle da sconosciuti mentre rientravano al campo. Questo fu l'unico fatto di sangue che vide coinvolti militari del Gruppo Buscaglia nel corso della guerra. Dopo il 25 aprile tutto il personale, dopo aver sabotato gli apparecchi, si concentrò a Castano Primo. Qui, una volta consegnate le armi ai membri della resistenza, furono lasciati liberi di allontanarsi con dei salvacondotti.

## Assi del gruppo
- Carlo Faggioni
- Irnerio Bertuzzi
- Marino Marini
- Ottone Sponza
- Francesco Pandolfo
- Domenico De Lieto
- Mario Casali
- Francesco Del Prete
- Marcello Perina
- Balzarotti Giuseppe
- Pasquale di Gennaro

## Comandanti
- Carlo Faggioni: ottobre 1943 - 10 aprile 1944
- Marino Marini: 11 aprile 1944-1945

## Cultura di massa
Nel 2010 è stato realizzato un documentario dal titolo Il nemico sulle ali regia Claudio Costa in cui il generale pilota Alessandro Setti, cinque medaglie d'argento come aerosiluratore, racconta gli anni della guerra e la sua amicizia con Buscaglia, Faggioni e molti altri.
Nel 2016 per la stessa serie sui veterani italiani è stato pubblicato il documentario dal titolo "Volando con il Gobbo" con la testimonianza di Luciano Consonni motorista dell'Aeronautica Nazionale Repubblicana.

### Pubblicazioni
Storia Militare Dossier - L’Aeronautica Nazionale Repubblicana Parte 2° di Giancarlo Garello (Parma: Edizioni Storia Militare, 2015)
- Marco Mattioli, Gli aerosiluranti dell'Aeronautica Nazionale Repubblicana 1943/1945, in Storia e Battaglie, n. 93, luglio-agosto 2009.
- Nico Sgarlato, Il 1944 e il 1945, in La guerra aerea nel Mediterraneo, n. 2, Parma, Delta Editrice, giugno-luglio 2010, ISSN 2037-4771.
- Claudio Costa, Volando con il Gobbo, DVD 28, Roma, Ronin Film Production, maggio 2016.